# أرشد الصالحي
أرشد الصالحي هو سياسي عراقي تركماني، ولد عام 1959 في محافظة كركوك اعتقلته الحكومة العراقية سنة 1978 وحكم عليه بالسجن 10 سنوات، أصبح مسؤول سوريا ولبنان للجبهة التركمانية العراقية عام 2004 ثم رئيس فرع كركوك للجبهة التركمانية العراقية ثم فاز بعضوية مجلس النواب العراقي عام 2010، وفي عام 2011 قرر المؤتمر التركماني اختيارَهُ رئيساً للجبهة التركمانية العراقية، وفي انتخابات 2014 البرلمانية فاز مرة ثانية لعضوية مجلس النواب العراقي وهو الآن رئيس الجبهة التركمانية العراقية ورئيس لجنة حقوق الإنسان النيابية عضوًا في مجلس النواب العراقي.